# 老林务所畔体育场
老林务所畔体育场（德語：Stadion An der Alten Försterei）是德国首都柏林最大的专业足球场，可容纳22012名观众，但仍未满足德国足球协会对第四类体育场的要求。自1920年落成以来，它一直是柏林联盟及其前身俱乐部的主场。场地位于柏林东南部的克珀尼克区，共设18395个站席及3617个座席。截至2013-14赛季，体育场的平均上座人数为19889人，上座率约为92%。
在2008年至2013年间，体育场进行了最近一次的翻新和扩建，所有四面看台都已完全受顶棚覆盖。部分建筑工程是由柏林联盟球迷自愿完成。包括北面的“森林侧”、东面的“直背侧”和南部的“武勒河侧”都是纯粹的站席梯墙。主看台包括包厢区域则位于西侧。体育场还因自2003年起举办的圣诞唱诗而闻名，这项活动是由柏林联盟之友所组织。此外，2014年夏天设立的“世界杯大客厅”也引起了国际关注，这是一个球迷嘉年华，来客可以将沙发带入体育场内部，并共同通过LED巨幕观看在巴西举行的世界杯足球赛。

## 历史

### 1920－1945年：萨多瓦运动场

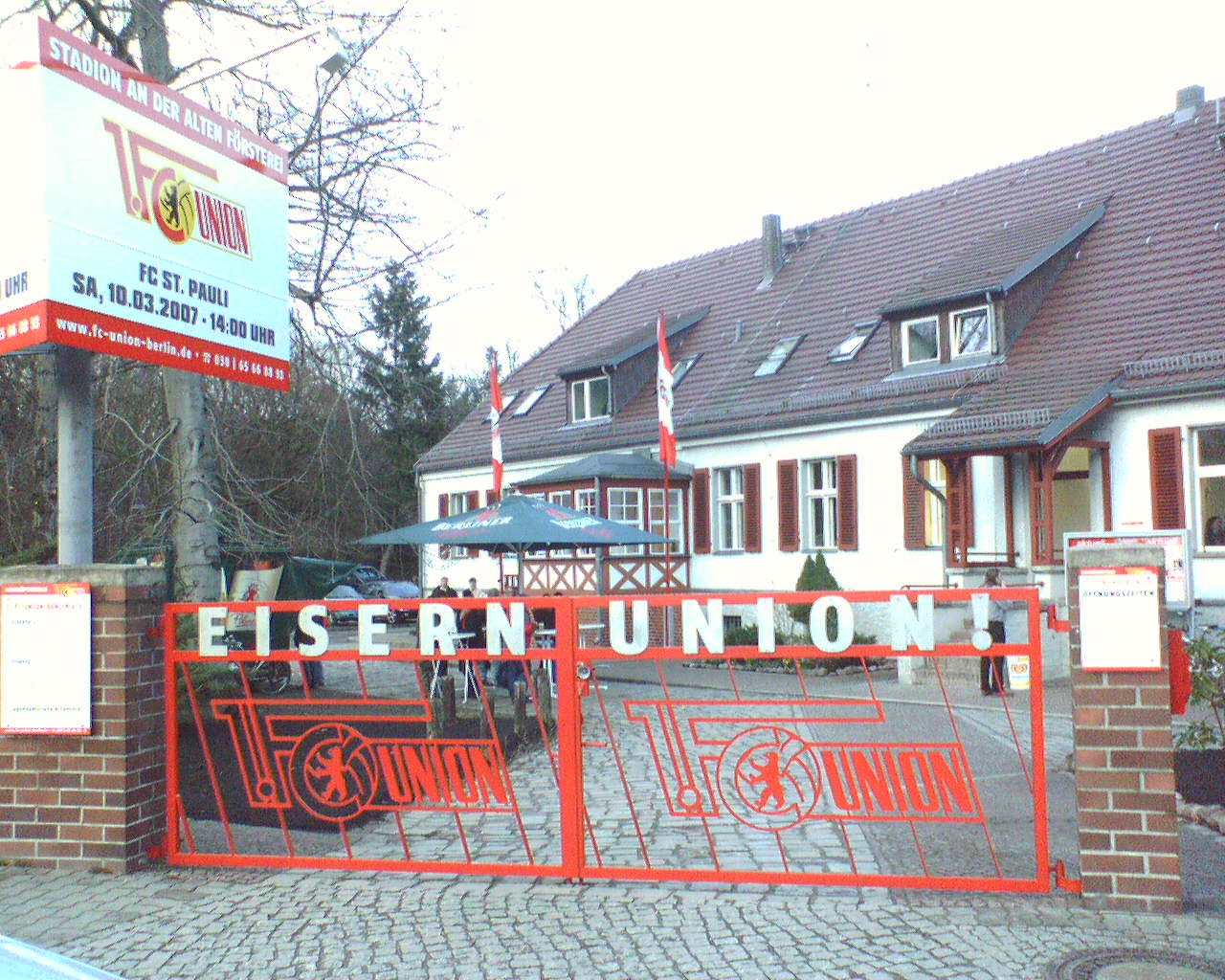
老林务所馆舍是体育场的命名来源，如今也是柏林联盟的经营场所

该体育场于1920年落成，它是作为上舍讷韦德联盟体育俱乐部（即柏林联盟的前身）的替代场地而建，因其原本设于上舍讷韦德瓦特街上的主场（今卡尔霍斯特赛马场西南）必须腾出用作兴建住房。新的体育场所在地与其得名的森林管理局同处于当时仍然独立的上舍讷韦德镇境内。首场比赛于1920年3月7日举行，由上舍讷韦德联盟以1比1战平维多利亚柏林。官方开幕仪式则稍后于1920年8月7日举行，在大约7000名观众面前，当时的柏林卫冕冠军上舍讷韦德联盟（尽管上舍讷韦德直至1920年10月1日才并入柏林）以1比2不敌德国卫冕冠军纽伦堡。当时的体育场可容纳10000名观众，其中包括200个座席。
场地最初是被称为“萨多瓦广场”（也称“萨多瓦运动场”）。萨多瓦一方面是附近旅游地饭店的名称，以1886年普奥战争的同名战役命名；另一方面，它也是附近武尔海德车站在1929年以前的名称。但自那以后，则逐渐确立了如今的官方称谓。该称谓源自毗邻该场地的老林务所，因此，其主场便是位于“老林务所畔”。
在1930年代和1940年代，体育场曾有很长一段时间也被称为“花顶楼（Blumentopp）”（这一名称同样来自附近餐厅）。因此，上舍讷韦德联盟在参加德国足球锦标赛的季后赛时，总是会借用更大的柏林体育场，例如格鲁讷瓦尔德体育场。那一时期在萨多瓦运动场录得的最高上座人数是主队在1937年迎战德比对手柏林1892，共有8235名支持者到场。

### 1945－1989年：改造为专业足球场
在第二次世界大战期间，体育场的辅助场地和相邻的小花园被征用作高射炮阵地。然而，由柏林戰役造成的破坏相当有限，因此体育场得以在1945年7月1日重新启用。至1950年代初，由于多项缺陷（例如用坏的草皮和球门）而不可用于比赛，场地需要进行修缮。因此在1952年至1955年间，竞赛草地和护墙都进行了翻新，并为球员建造了一个更衣室。在此期间，上舍讷韦德联盟（当时仍以“上舍讷韦德发动机”或柏林发动机为名）不得不转往其它场地，例如汉斯·措施克体育场或武尔海德人民公园内的恩斯特·台尔曼体育场。至1955年秋季，老林务所重新恢复使用。1957年和1963年，主队的名称一再发生变化（TSC上舍讷韦德、TSC柏林），直至1966年柏林联盟成立。

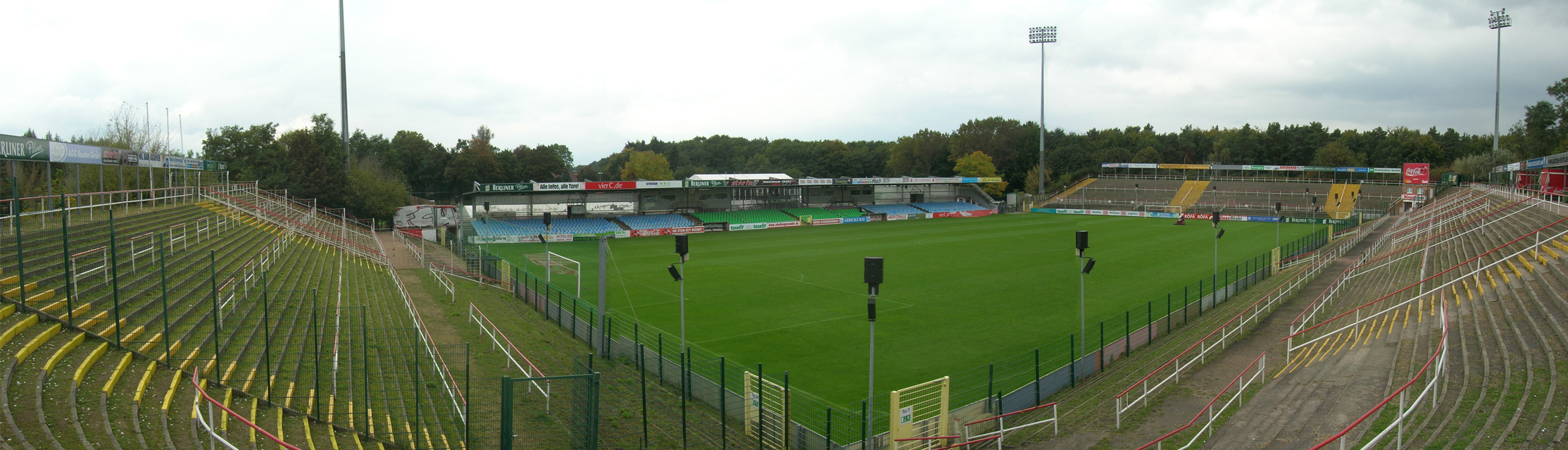
体育场在1983－2008年间的建设状态

1960年代中期，体育场再有扩建计划。为此应当安装泛光灯系统，但并未实现。无论如何，在1968年至1970年间，直背一侧的站席看台和主看台侧的座席空间都得到扩建，并增设了一个广播室和更多的训练设施。在改造阶段的1960-70赛季，柏林联盟是借用上施普雷电缆厂的场地。完成改造后，体育场的可容纳人数增至约15000人。
进一步的扩建及现代化改造措施随后于1979年展开，当时南、北两侧的球门后方看台也开始扩建。总体而言，工程一直持续至1983年。在此期间，体育场容量增加至25500名观众（包括1800个座席）、翻新了草皮并建造了一个带有照明记分牌的广播室。在1981年8月至11月的施工期间，柏林联盟借用世界青年体育场进行了五场主场比赛。同样在1980年代，体育场录得了迄今最高的观众人数记录。根据不同的消息源，这个记录可能是1984年5月23日——在东德足球高级联赛对阵莱比锡化学的保级战中的22500名观众，也可能是1986年6月21日——在国际托托杯对阵拜耳乌丁根时的23000名观众。

### 1989－2000年：未实现的计划

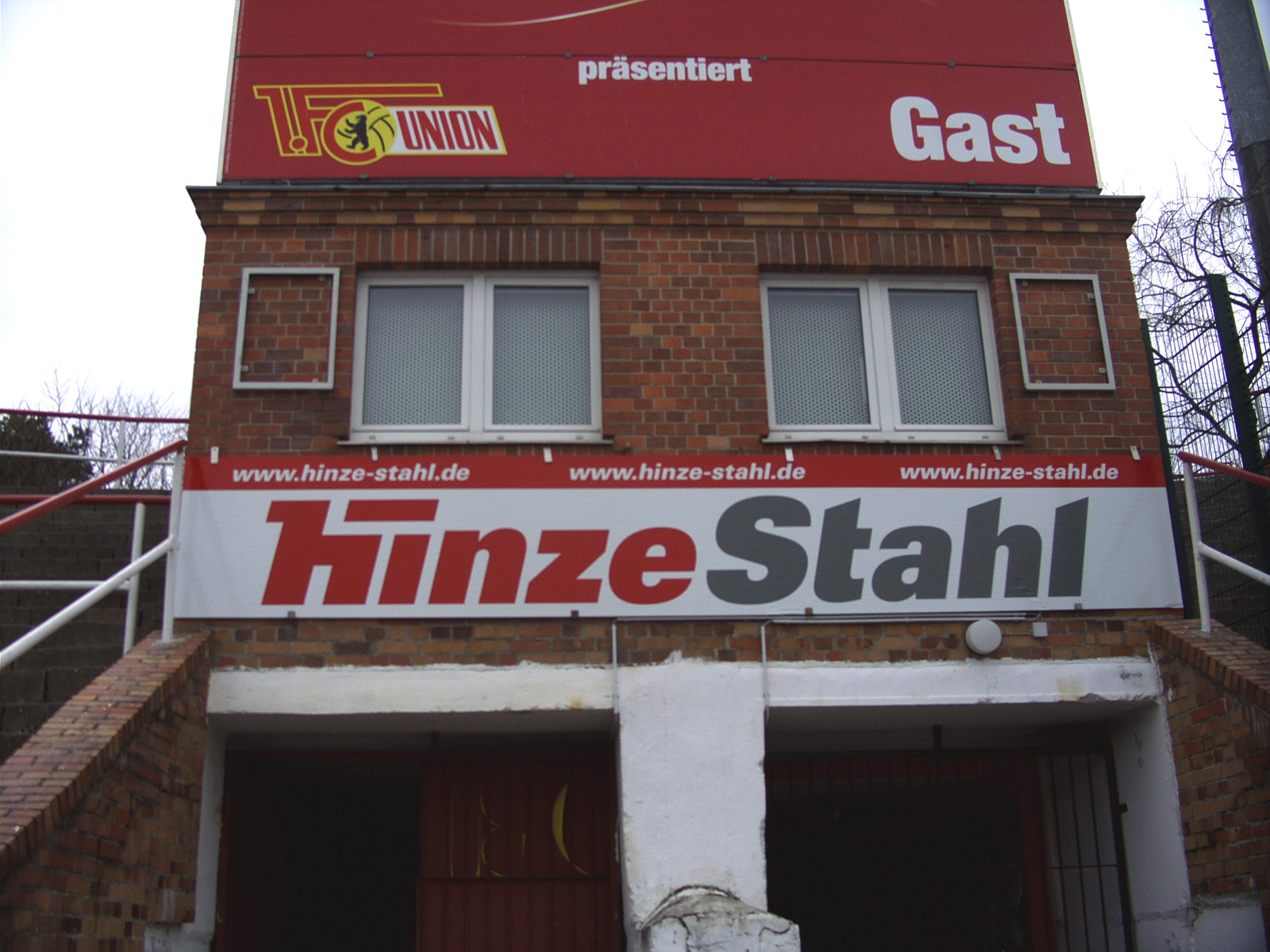
广播室及挂式记分牌

东德转型后，这座前公有制的体育场成为柏林参议院的资产。后者与柏林联盟一样，缺乏财政手段对体育设施进行必要的修缮，因此在接下来的几年里，它始终处于失修状态。虽然体育场从赞助商处获得了一块电子记分牌，但1991年又遭运营商拆除。自那时起，比分只能通过挂牌手动变更显示，这也被柏林联盟球迷奉为時代錯誤的邪典追捧。
然而，在1990年代没有实施大规模的工程，相反却总有改建或新建的计划。因此，在柏林申办2000年夏季奥林匹克运动会的过程中，当局曾计划新建一座可容纳32000名观众的体育场，名为“汉内·索贝克体育场”。而当柏林联盟在2000年有机会升入德乙联赛时，俱乐部也曾考虑将主场搬迁至并不受球迷欢迎的弗里德里希·路德维希·雅恩体育公园。其原因是老林务所畔无法满足德国足协的要求。结果，体育场的观众容量也被下调至18100席。首个现代化改造工程于2000年展开，当时安装了泛光灯系统并建造了一个带顶棚的座席看台，其中桶形座椅是来自于柏林奥林匹克体育场翻新时的剩余库存。

### 2000－2008年：proAF行动及球场创建者

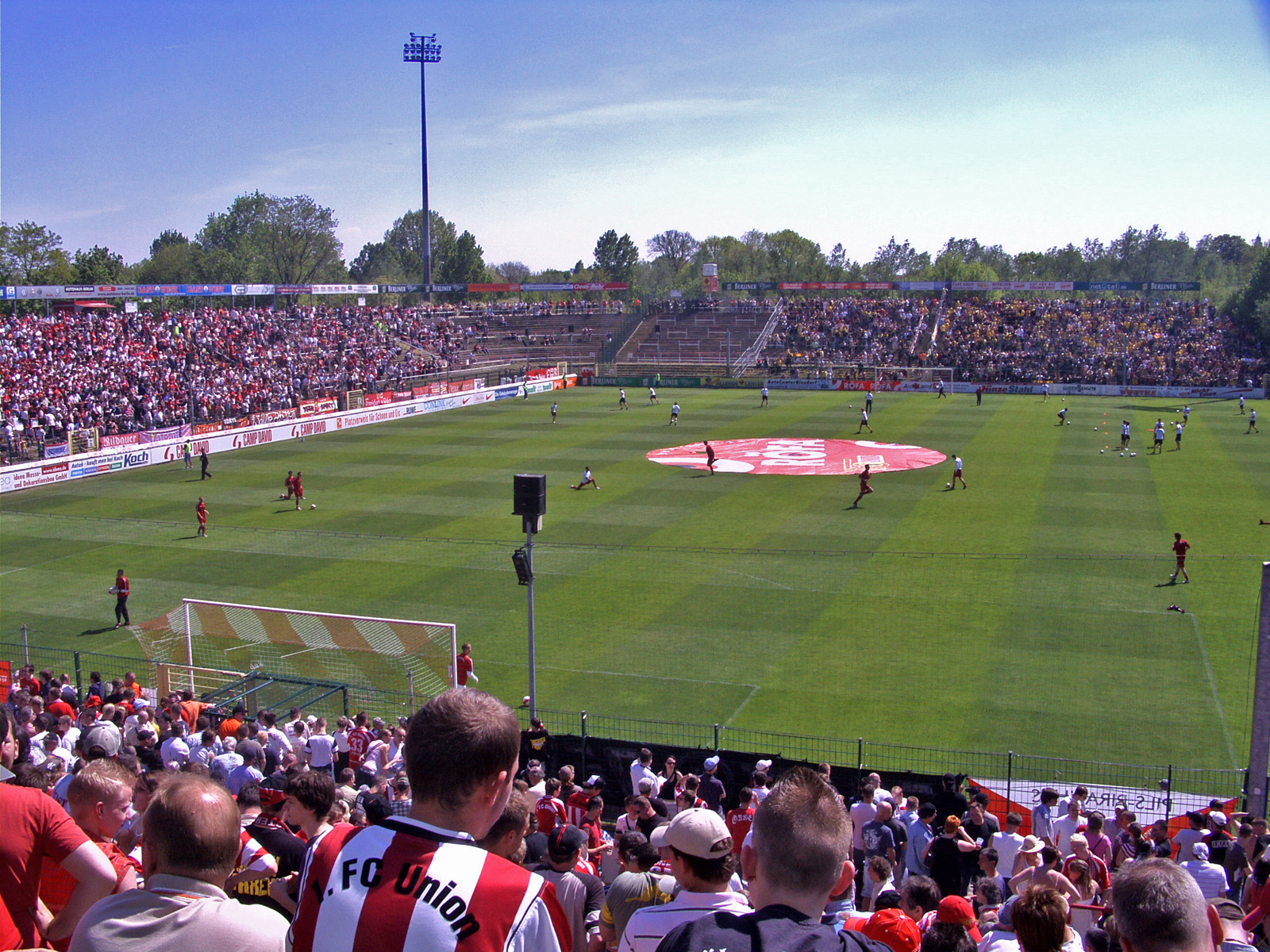
改造前的体育场，2007年

由于场地仍然未及满足德国足协的要求，因此当柏林联盟于2001年成功升入德乙联赛后，老林务所畔仅获得了承办比赛的临时牌照。对于2001–02赛季欧洲联盟杯的两场主场比赛，俱乐部不得不转移至雅恩体育公园作赛。由于升级，关于体育场的新建计划被重新提上日程。柏林联盟的时任主席海纳·贝特拉姆也期望在柏林米特区内建造一座新建筑，于是俱乐部球迷发起了一项倡议保留老林务所场地的运动，名为“proAF”（protect Alten Försterei，意即“保卫老林务所”）。但不久之后，原本应至2006年落成、拥有30000个观众席位的新体育场却以失败告终，原因是俱乐部背负的沉重债务及其于2005年又降入高级联赛。贝特拉姆提出的这个项目也招致了球迷的批评，因为它仅设有10000个站席。在此期间，贝特拉姆的体育场项目通过在马格德堡兴建的MDCC竞技场而得到实现。

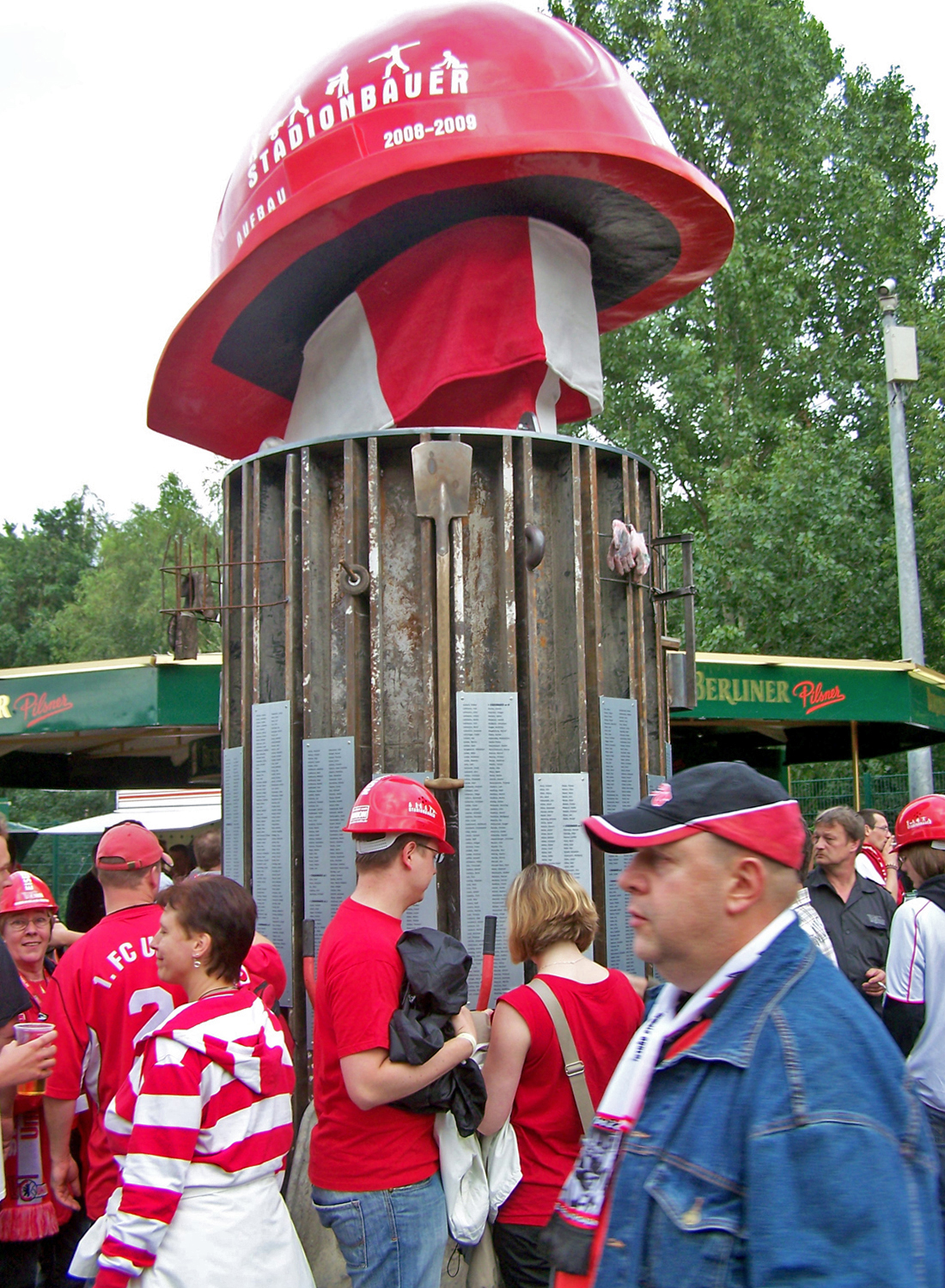
体育场建造纪念碑

2007年1月，俱乐部宣布将重启搁置已久的体育场现代化改造计划，其中需要对站席楼厅进行翻新和新建主看台。建设项目的先决条件是将体育场地皮的所有权从柏林州转移至柏林联盟足球俱乐部，并象征性的收取1欧元（该场地的市值约为189万欧元）。然而这个计划却无法落实。在柏林众议院的体育委员会首先于2007年1月批准出售后，欧洲联盟于2007年7月又对该项目进行了必要的审查，以消除国家补贴过度的疑虑。审查导致欧盟最终于2008年1月否决了项目，仅允许柏林联盟以全额价格购入体育场。
为此，俱乐部与柏林州之间展开了进一步的谈判，例如作为体育场的所有者，柏林州将如何确保俱乐部在老林务所畔继续进行比赛——因为若获得新成立的德丙联赛参赛权、又或者是升入了德乙联赛，体育场当时的状态是无法符合德国足球联赛协会（DFL）的要求的。在老林务所无法进行现代化改造的情况下，俱乐部曾于2008-09赛季短暂面临需要搬迁至雅恩体育公园或奥林匹克体育场的窘境。为此，球迷再次以“proAF”的口号动员起来，并发起各种关注行动。他们还得到了其它球迷组织的支持（例如来自柏林赫塔、红白埃尔福特或巴贝尔斯贝格03的球迷）。2008年4月，柏林联盟终于得到了政客的应允，使得在2007-08赛季结束后可以展开必要的施工工程。此外，俱乐部还承租了体育场的使用权，租期为99年。然而，设施的运营方不是俱乐部本身，而是由其组建的“老林务所畔”体育场运营合资有限公司（„An der Alten Försterei“ Stadionbetriebs GmbH & Co. KG）。
在新建设计划的筹备阶段，一项名为“球场创建者”（Stadiongründer）的行动也于2005年始创。这一行动的目的是让球迷有机会在经济上参与改建。通过购入所谓的“创建者之石”，他们可以给项目提供资金，而创始者之石会镶入入场通道，即“名人堂隧道”（Tunnel of Fame），从而使各捐助者之名得以永存。

### 2008年至今：通过球迷重建的体育场

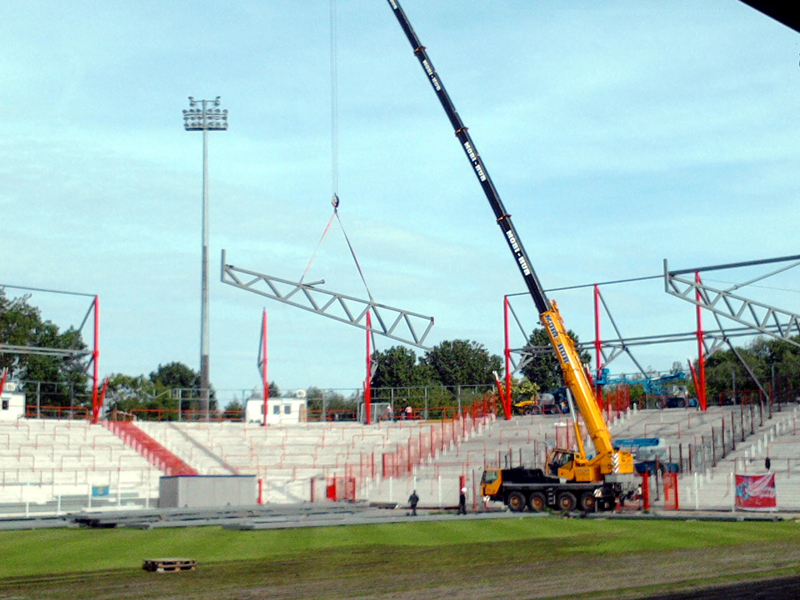
2009年5月的安装工程

重建工作于2008年6月2日开始，原计划工期为三个月。然而由于施工延误，完工日期被反复向后更正，最终导致俱乐部于2009年4月决定，2008-09赛季将完全在替代场地——雅恩体育公园作赛。顶棚的竣工是尤其难以解决的，因为受托的顶棚建筑公司最初在供货时便存在问题，并在最终的体育场安装时也未能符合预期。因此，俱乐部终止了该公司的合同，并另寻施工方完成顶棚架设。但由于顶棚结构的延误，也使得草坪供暖系统得到了更好的铺设。
2009年7月8日，经过十三个月的施工，其中包括有约2000名志愿者贡献了140000小时的无偿工作后，体育场宣告落成，并由柏林联盟与柏林赫塔进行了测试赛（3比5）。在施工过程中，除了安装顶棚结构和草坪供暖系统，站席楼厅和许多周边的功能性建筑、以及栏杆和扶手都进行了翻新。而观众容量则增加至19000人。为了满足德国足球联赛协会对座席数量的要求（3000席），位于“缓冲区”（主队及客队球迷之间的分离区）内的站席看台于2010年临时安装了可拆式折叠座椅（柏林联盟于2009-10赛季得到豁免）。这使得体育场容量变更为18432人（其中包括15414个站席和3018个座席）。

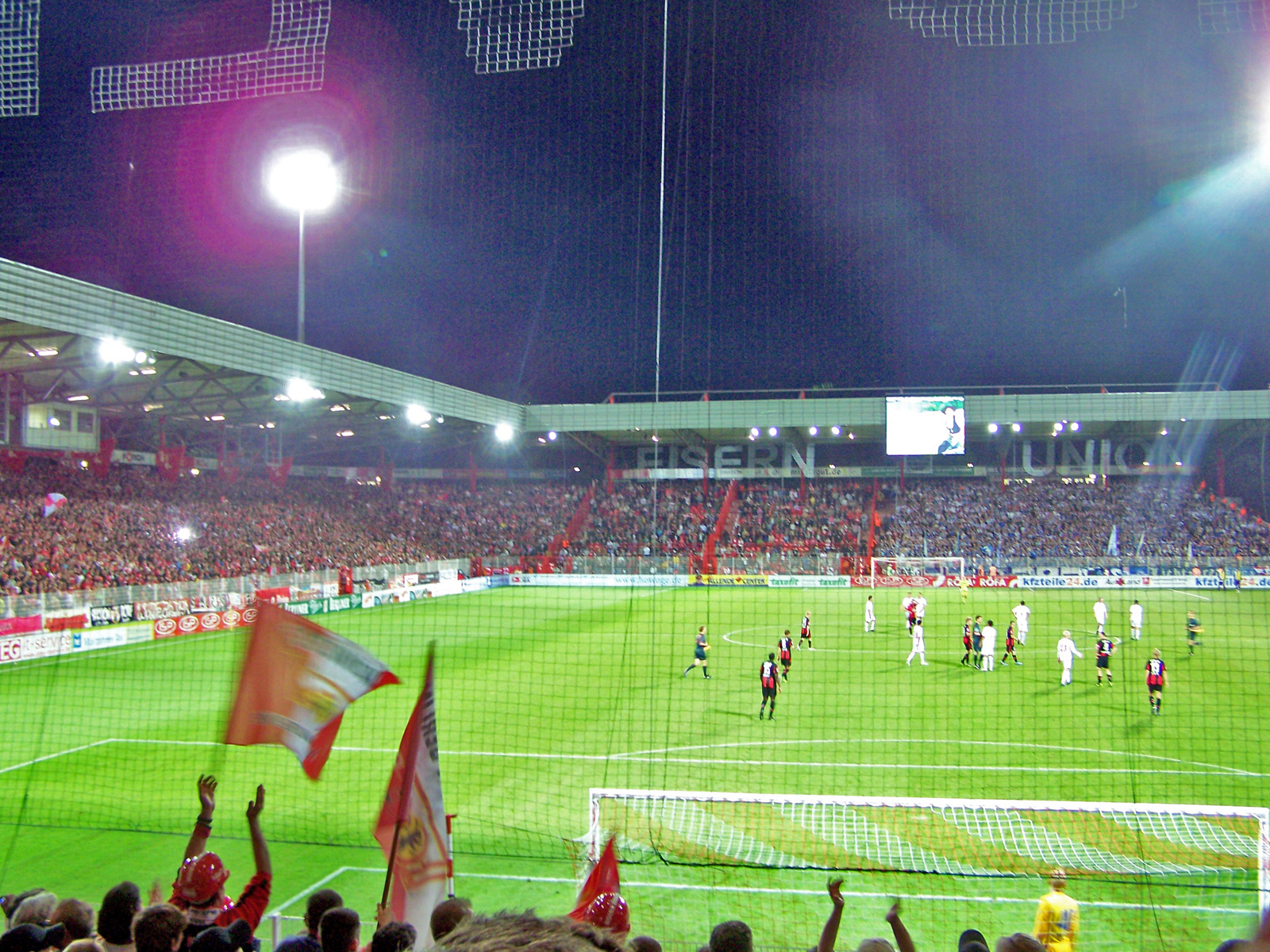
2009年7月9日举行的开幕赛

第二阶段施工始于2012年5月对主看台进行拆除。一个月后，新看台便已奠定基石。这一阶段施工原本应自2010年启动，但为了完全确保融资而推迟。新的主看台将提供总共3557个观众席，并且还作为功能性建筑提供球员和裁判员室，以及供体育场运营公司、职业球员部门和管理部门使用的场所。
新建看台共斥资大约1500万欧元，其中200万来自柏林联盟、300万由体育场运营公司提供、300万来自赞助商UFA体育以及700万来自赞助商德国信贷银行。原本安排的柏林州拨款未被使用，它应改用作建设新的青训中心。部分融资是通过发行所谓的“老林务所股份”来实现。在2011年12月1日至31日期间，俱乐部会员能够购买此前已改制为股份公司的体育场运营公司股份。他们共购得5473股的股票，价值为2736500欧元，约占体育场运营股份公司的44%份额（柏林联盟持有约55%）。
整体改造的费用最初估计约为1700万欧元，应按柏林州320万欧元、俱乐部180万欧元和剩余1200万欧元由外来资金筹集的比例进行分摊。
在2016年夏天，老林务所获得了一个新的视频记分牌。它有9米高和5米宽，表面积为45㎡，重达1.4吨。其像素间距为10毫米，发光强度为7000cd/㎡。

### 未来：进一步改造
2017年6月，柏林联盟公布了进一步扩建体育场的计划。若成功升入德甲联赛之后，应当切实满足德国足协《体育场手册》中关于“足球场在建筑、基础设施和运营方面的要求”，这些要求都源自欧洲足联的体育场基础设施条例。如此便意味着对于四类及以上体育场，其座席数量必须达到8000个。柏林联盟甚至在升级之前便得到了观众的响应：在2016-17赛季，体育场的上座率已超过95%。
至2020年，时值体育场落成100周年之际，应斥资3800万欧元将场地原有的22012个观众席位扩大至36978席。其中座席数量应从3617个增至8286个，站席数量则从18395个增至28692个。四个看台中的三个将会新增第二层楼台。施工应自2019年春季展开。而在此一年之前，俱乐部会所的建设工程便已于2018年春季启动。那里将形成一个球迷会所、一个带楼顶露台的球迷餐厅以及装备库和办公室。
然而，随着成功升入2019-20赛季德甲，柏林联盟却推迟了老林务所的扩建计划。这得到了俱乐部主席迪尔克·青勒的证实。早在2019年3月初，参议院政府便已暗示俱乐部，在夏季之前会拒绝接收规划法。针对参加德甲联赛，体育场必须作出一些细微的调整，但它们对容量没有影响。德国足球职业联盟对德甲体育场的座席数量要求是8000个，而柏林联盟主场可提供的座席则仅仅超过3600个。但由于已经制定了扩建计划，因此俱乐部获得了特别许可证。

## 设施

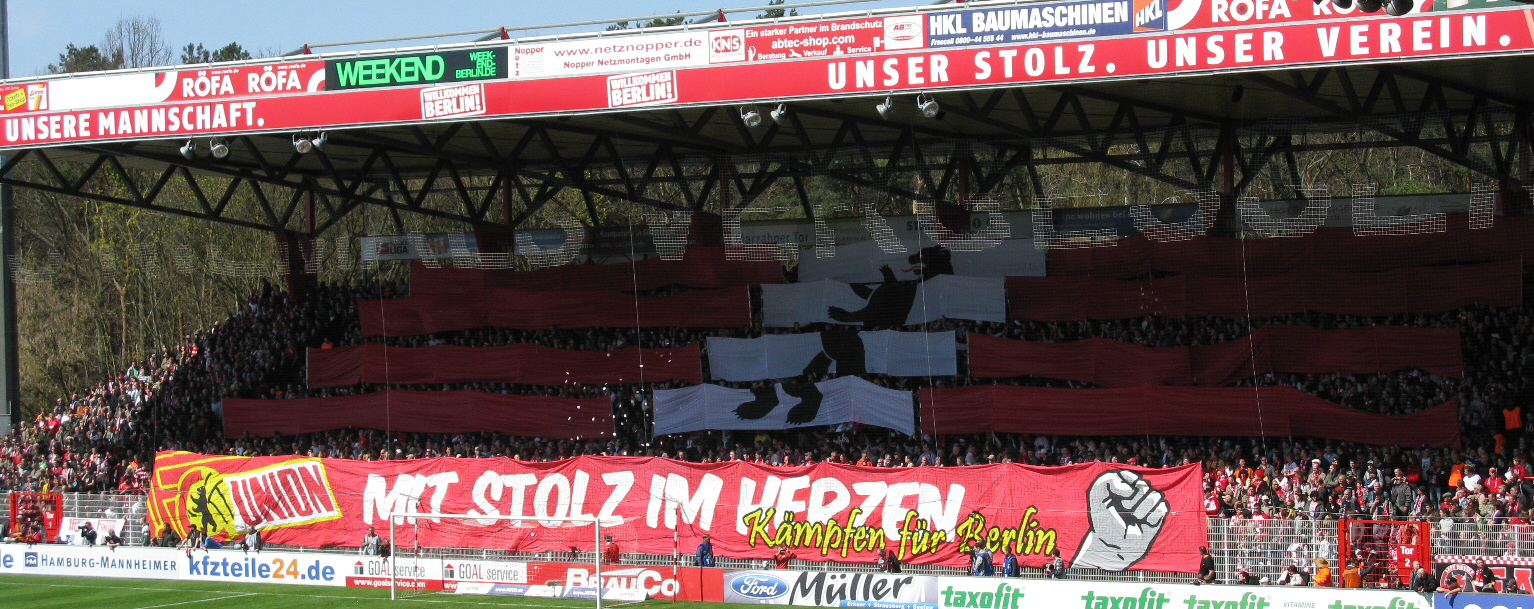
“森林侧”的球迷阵营

老林务所畔体育场当前可容纳22012名观众（提供18395个站席和3617个座席），是柏林最大的专业足球场。体育场被划分为四个部分。其中北面的“森林侧（Waldseite）”、东面的“直背侧（Gegengerade）”以及南面的“武勒河侧（Wuhleseite）”均是纯粹的站席横墙。武勒河侧为客队球迷的站席区。主看台位于西侧，当中包含有贵宾区及客队球迷站席区。

### 方位
体育场及其周边的体育设施位于柏林东南部的特雷普托-克珀尼克行政区。其最初所处的市分区上舍讷韦德通过区界的变更，如今已与西部的市分区克珀尼克接壤。该设施的北面是武尔海德人民公园、东面是黑默林街、南面为武勒河以及西面毗邻武尔海德街。

### 周边
总体而言，体育场周边的区域包括一个球类体育馆（克珀尼克排球队的主场）和另外六个训练场。其中，设施西南部的两个训练场和体育场由柏林联盟租用，其余场地则规柏林州所有。体育场的外缘是更多的功能性建筑，诸如柏林联盟以及克珀尼克排球队的办公室均设于此。
体育场附近还有一个梅罗公园，适用于滑板和小轮车活动。梅罗公园也是欧洲最大规模的同类设施之一。

## 使用

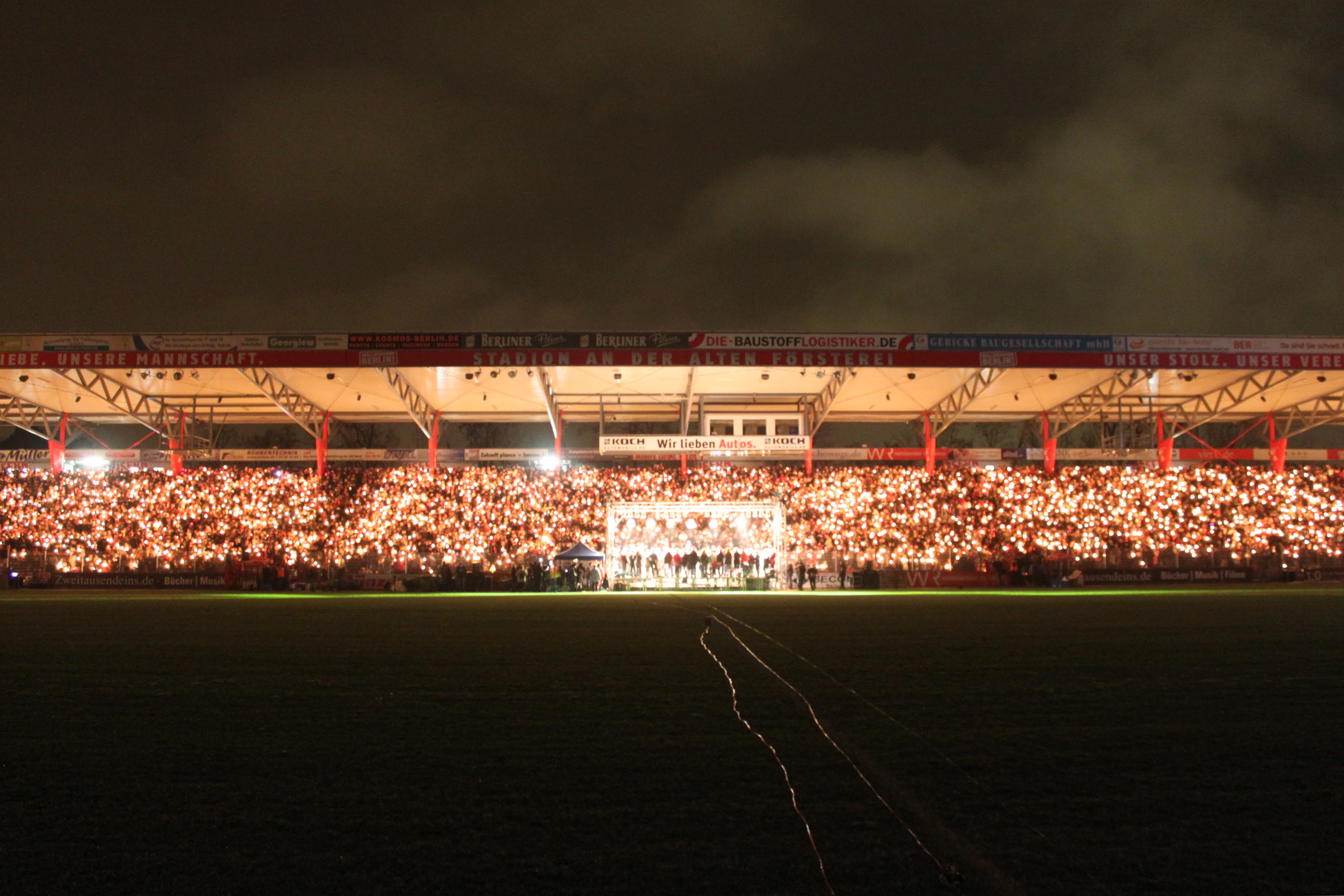
2011年的柏林联盟圣诞唱诗会

除了柏林联盟作为主要租户外，还有学校以及其它俱乐部或团体（例如柏林教区联赛）会使用这里的体育设施。

### 活动

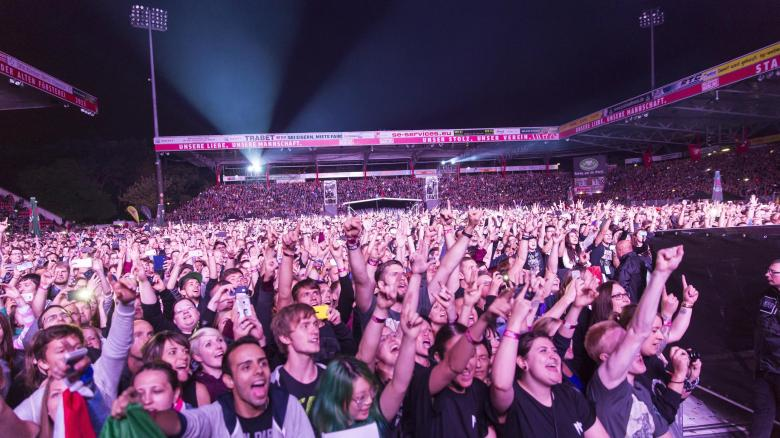
聯合公園在体育场演出时的盛况

自2003年以来，体育场每逢將臨期都会作为举办圣诞唱诗的活动场地。为此目的可以使用内场，并用板材覆盖保护草皮。2015年，圣诞唱诗共迎来28500名参与者，达到了有史以来的最高水平。由于人群众多，因此在2014年之后这项活动开始发售门票。唱诗会最初是由“老联盟人”球迷会发起，作为俱乐部在当时经历了一系列糟糕的战绩后的年终慰藉方式而展开。
老林务所畔体育场还通过设立“世界杯大客厅”而闻名海外，这是2014年夏天举办的一项活动，柏林人可以将其自家的沙发带入体育场，并在大屏幕前一同观看在巴西举行的世界杯足球赛。尤其是当直播德国国家足球队的比赛时，现场的观战人数高达约12000人。
此外，新落成的主看台场地自2013年以来也被用于举办各种活动。
2015年9月3日，老林务所畔举办了首个大型摇滚音乐会。摇滚乐团聯合公園共吸引了约35000名观众到场。